# Hatchback

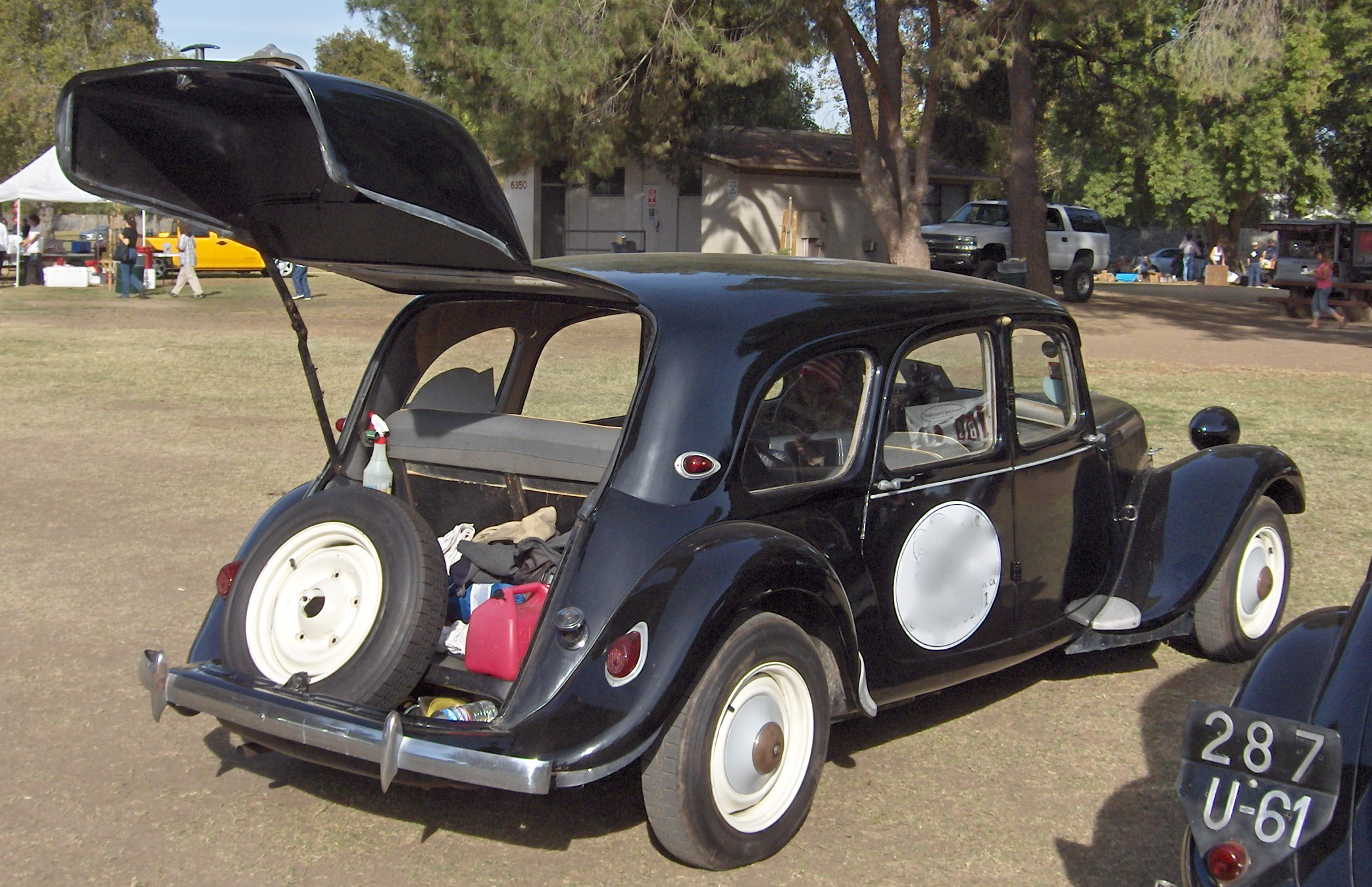
Citroën uit 1938 als een van de eerste hatchbacks.

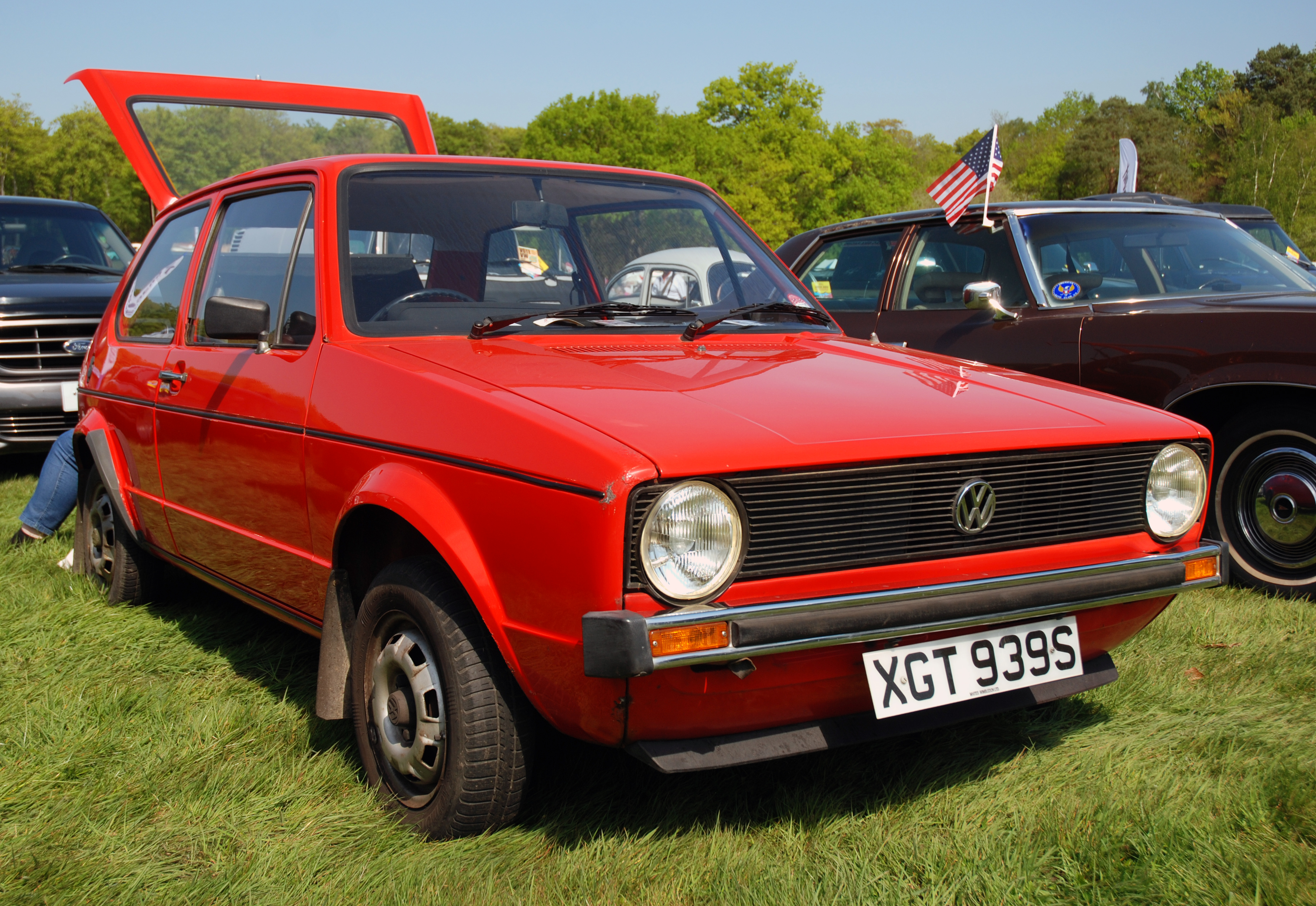
De Volkswagen Golf is een hatchback.

Een hatchback is een carrosserievorm voor een auto waarbij het bestuurdersgedeelte via de bagageruimte/kofferbak bereikt kan worden. De bagageruimte is dan ook geen afzonderlijke afgesloten koffer zoals bij de sedan-uitvoering.
Omdat het passagiers- en bestuurdersgedeelte bereikbaar is via de bagageruimte, heeft een hatchback een oneven aantal deuren (3-deurs of 5-deurs, waarbij de achterklep dan de 3e of de 5e deur is). In de volledige typeaanduiding wordt hatchback soms afgekort tot HB.
De hatchback werd voor de Tweede Wereldoorlog al toegepast door Citroën in de Traction Avant Commerciale (1938), maar werd met name bekend door Renault in zijn modellen Renault 4 (1961), Renault 16 (1964), Renault 6 (1968). Ook de Simca 1100 (1967) was een hatchback. Volkswagen werd later de vermeende uitvinder van de hatchback, door de introductie van zijn populaire Golf-model in 1974.
Een hatchback heeft vergeleken met een stationwagen een (veel) kleinere bagageruimte vanwege een minder ver doorlopende daklijn.

## Varianten

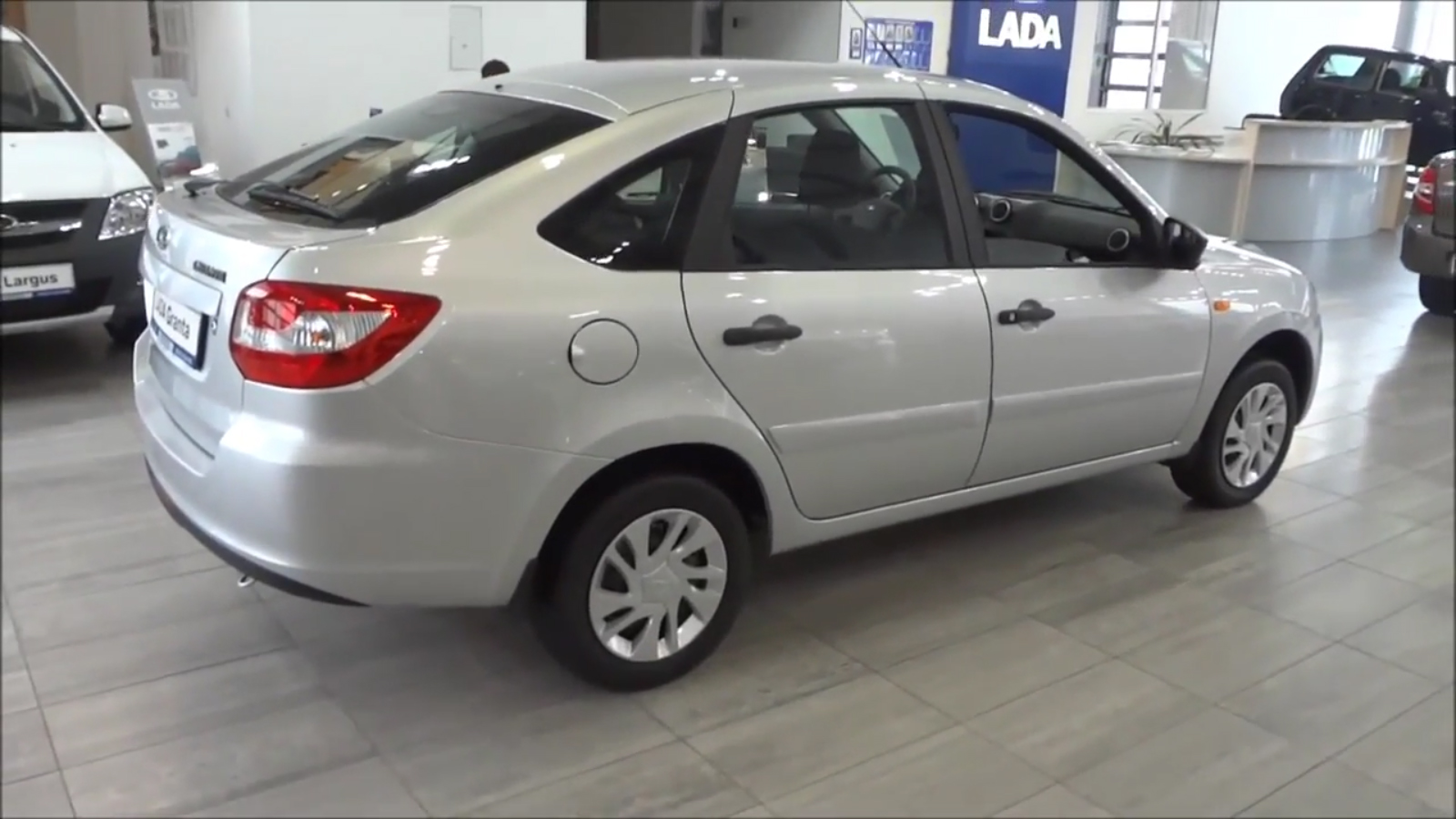
Lada Granta liftback

Een hatchback waarvan de daklijn wat minder steil afloopt wordt ook wel liftback genoemd (in typeaanduidingen soms afgekort tot LB). Een van de allereerste liftbacks was de Renault 16. Ook de Toyota Carina E zowel als sedan en als liftback leverbaar.

## Geschiedenis
In 1961 introduceerde Renault de Renault 4, de eerste hatchback voor de massaproductie. Tijdens de productie werd de R4 ook wel een kleine stationwagen genoemd, zelfs nadat de term hatchback rond 1970 ontstond. De Renault 4 werd geproduceerd tot 1986 (in Argentinië zelfs tot 1992) en telde toen ruim 8 miljoen exemplaren.
In 1965 produceerde MG de MGB roadster MGB-GT, met deze productie was de eerste hatchbacksportauto geboren.  
in 1967 was de Simca 1100 de eerste hatchback met een dwarsgeplaatste motor, die nog steeds veel gebruikt wordt bij de moderne hatchbacks.